# 1928 год в кино

## Фильмы

### Мировое кино
- «Андалузский пёс», Испания (реж. Луис Бунюэль)
- «Альрауне»/Alraune, Германия (реж. Хенрик Галеен)
- «Божественная женщина»/The Divine Woman, США (реж. Виктор Шёстрём)
- «Ветер»/The Wind, США (реж. Виктор Шёстрём)
- «Двое робких»/Les deux timides, Франция (реж. Рене Клер)
- «Девочка со спичками»/La Petite Marchande d’allumettes, Франция (реж. Жан Ренуар и Жан Тедеско)
- «Морская звезда»/L'Étoile de mer, Франция (реж. Ман Рэй)
- «Невиновный подсудимый», Сирия (реж. Айюб Бадри), первый сирийский немой полнометражный игровой фильм
- «Падение дома Ашеров» (реж. Жан Эпштейн)
- «Пароходик Вилли» (реж. Уолт Дисней)
- «Поющий глупец» (в гл. роли Эл Джолсон)
- «Раковина и священник»/La Coquille et le clergyman, Франция (реж. Жермен Дюлак), считается первым сюрреалистическим фильмом.
- «Страсти Жанны д’Арк»/La passion de Jeanne d’Arc, Франция (реж. Карл Теодор Дрейер)
- «Толпа»/The Crowd, США (реж. Кинг Видор)
- «Четыре дьявола»/4 Devils, США (реж. Фридрих Вильгельм Мурнау)
- «Цирк»/The Circus, США (реж. Чарли Чаплин)

### Советское кино

#### Фильмы БССР
- Кастусь Калиновский (р/п. Владимир Гардин).

#### Фильмы РСФСР
- «Ася», (реж. Александр Ивановский)
- «Крытый фургон», (реж. Олег Фрелих)
- «Мятеж», (реж. Семён Тимошенко)
- «Простые сердца», (реж. Малахов и Верховский)
- «Потомок Чингисхана», (реж. Всеволод Пудовкин)
- «Сын рыбака», (реж. Александр Ивановский)
- «Цена человека», (реж. Михаил Авербах, Марк Донской, сц. Вениамин Ядин)
- «Черевички», (реж. Пётр Чардынин)

#### Фильмы Узбекской ССР
- Прокажённая (р/п. Олег Фрелих).

#### Фильмы УССР
- Звенигора (р/п. Александр Довженко).
- Арсенал (р/п. Александр Довженко).

## Знаменательные события
Джордж Истмен выпускает в США первый звуковой цветной фильм.
Первый два звуковых фильмов студии Warner — Огни Нью-Йорка и Террор.

## Персоналии

### Родились
- 6 января — Петер Бачо, венгерский кинорежиссёр, сценарист, продюсер и педагог.
- 8 января — Маноле Маркус, румынский кинорежиссёр, сценарист и актёр.
- 26 января — Роже Вадим, французский кинорежиссёр, сценарист, актёр и продюсер.
- 8 февраля — Вячеслав Тихонов, советский актёр театра и кино, народный артист СССР.
- 26 марта — Пал Зольнаи, венгерский режиссёр, сценарист и актёр.
- 4 апреля — Элина Быстрицкая, советская актриса театра и кино.
- 12 апреля — Харди Крюгер, немецкий актёр.
- 25 апреля — Юрий Яковлев, советский актёр театра и кино, народный артист СССР.
- 11 мая — Марко Феррери, итальянский режиссёр, сценарист и актёр.
- 12 мая — Караман Мгеладзе, советский актёр и кинорежиссёр.
- 4 июня — Тьен Фенг, гонконгский и тайваньский актёр кино, телевидения и театра.
- 7 июня — Джеймс Айвори, американский режиссёр, сценарист и продюсер.
- 19 июня — Нэнси Маршан, американская актриса театра, кино и телевидения.
- 3 июля — Ян Махульский, польский актёр театра, кино и телевидения.
- 10 июля — Маргарита Кваснецкая, советский российский кинокритик.
- 26 июля — Стэнли Кубрик, американский режиссёр, сценарист, продюсер и фотограф.
- 11 сентября — Всеволод Ларионов, советский актёр театра и кино, народный артист РСФСР.
- 12 октября — Рангел Вылчанов, болгарский кинорежиссёр, сценарист и актёр.
- 21 октября — Раднэр Муратов, советский киноактёр, актёр Государственного театра киноактёра, заслуженный артист РСФСР.
- 22 октября — Нелсон Перейра дос Сантос, бразильский режиссёр и сценарист.
- 10 ноября — Эннио Морриконе, итальянский композитор и кинокомпозитор, аранжировщик, дирижёр.
- 11 ноября — Мирча Мурешан, румынский кинорежиссёр, сценарист и актёр.
- 20 ноября — Алексей Баталов, советский актёр театра и кино, педагог, народный артист СССР.
- 7 декабря — Никола Корабов, болгарский актёр, режиссёр, сценарист и педагог.
- 11 декабря — Томас Гутьеррес Алеа, кубинский режиссёр.
- 12 декабря — Леонид Быков, советский актёр театра и кино, заслуженный артист РСФСР и народный артист Украинской ССР.
- 17 декабря — Леонид Броневой, советский актёр театра и кино, народный артист СССР.

### Скончались
- 22 июня — Джордж Сигман, американский актёр немого кино.
- 24 июня — Холбрук Блинн, американский актёр немого кино.
- 14 декабря — Теодор Робертс, американский актёр немого кино.